# Freddy van Riemsdijk
Frederick Lodewijk „Freddy“ van Riemsdijk (* 14. Mai 1890 in Utrecht; † 17. März 1955 in Paris) war ein niederländischer Luftfahrtpionier. Er war der erste Niederländer mit einer Fluglizenz. 

## Biographie

### Der Flugpionier
Freddy van Riemsdijk war das jüngste Kind des Barons von Riemsdijk, der starb, als der Sohn fünf Jahre alt war. 1903 wurde er nach einem Asthmaanfall nach Paris geschickt, um dort seine schulische Ausbildung abzuschließen. Von Paris aus reiste er im August 1909 zur Grande Semaine d`Aviation de la Champagne in Reims, wo er Flugvorführungen unter anderem von Louis Blériot und Henri Farman vor geschätzten 500.000 Menschen sah. Um selbst Aviator zu werden, ließ er sich seinen Teil des väterlichen Erbes auszahlen.
Zunächst versuchte van Riemsdijk 1909, bei Charles Houry in Paris, eine Antoinette zu erwerben. Er schlug Houry vor, gemeinsam eine Flugschule eröffnen, aber aus finanziellen Gründen klappte es weder mit dem Kauf des Flugzeuges noch mit der Gründung der Schule. Daraufhin wandte sich van Riemsdijk an den US-amerikanischen Flugzeugbauer Glenn Curtiss, der sich schon seit längerem im Streit über Patente mit den Gebrüdern Wright befand. Er reiste nach Hammondsport in der Nähe von Buffalo, erhielt von Curtiss erste Flugstunden und erwarb für 5000 Dollar (umgerechnet 123 000 Euro nach heutigem Wert) ein von diesem gebautes Flugzeug. Es war das erste Flugzeug von Curtiss, das exportiert wurde, denn van Riemsdijk ließ es verpacken und nach Frankreich verschiffen.
Von Le Havre aus wiederum wurde das Flugzeug über das Mittelmeer nach Ägypten transportiert, weil van Riemsdijk an der dortigen Flugschau teilnehmen wollte. Kurz bevor die Flugschau begann, wurde van Riemsdijk von den französischen Offiziellen des Aero Club de France, die die Schau mitorganisierten, mitgeteilt, dass er eine Lizenz als Pilot benötige. Am 30. Januar 1910 machte er die notwendigen Flüge, und am 8. März erhielt er offiziell die französische Fluglizenz Nr. 43, als erster Niederländer. Aber schon im Februar konnte van Riemsdijk an der Grande Semaine de L’Aviation in Heliopolis teilnehmen. Er wurde Sechster im Distanzflug von 29,5 Kilometer. Dafür erhielt er 2500 Francs, die er allerdings schnell für Reparaturen an seinem Flugzeug ausgab, das vier Tage am Boden bleiben musste. 
Nach seiner Rückkehr aus Ägypten nahm Freddy van Riemsdijk an weiteren Flugschauen teil und gewann weitere Preise. Im April 1910 stürzte er mit seinem Flugzeug in das Mittelmeer, aber van Riemsdijk hatte Lufttanks unter den Tragflächen angebracht, so dass es nicht sank. Pilot und Maschine wurden von der französischen Marine aus dem Wasser geholt. Im Mai nahm er an einer Flugschau in Palermo teil und gewann Preise, aber kein Geld. Er kehrte nach Paris zurück, verkaufte sein Flugzeug und wandte sich wieder der Malerei zu, die er schon zuvor betrieben hatte. 
Im Jahr darauf stellte sich heraus, dass Freddy van Riemsdijk wegen seiner Fliegerei überschuldet war. Die Geldpreise, die er gewonnen hatte, wogen bei weitem nicht die Ausgaben für sein Hobby auf. Er hatte sein Erbe ausgegeben und sich noch von Verwandten Geld geliehen, das er nicht zurückzahlen konnte. Seine Bank verklagte ihn, weil sein Konto weit überzogen war. Es wird geschätzt, dass er nach heutigem Wert eine Million Euro für seine Flugleidenschaft ausgegeben hat.

### Weitere Jahre
1914 meldete sich van Riemsdijk freiwillig zum Militärdienst in der französischen Armee und wurde in der Deuxième Groupe d'Aviation eingesetzt. Er nahm an der Marne-Schlacht teil. Seiner Mutter versicherte er in Briefen – wahrscheinlich wahrheitswidrig, um sie nicht zu beunruhigen –, er würde selbst nicht fliegen, sondern sei lediglich als Mechaniker tätig. Nach einer Lungenentzündung wurde er aus dem Militär entlassen. Nach dem Krieg beschäftigte sich Freddy van Riemsdijk mit Malerei und Reisen. Er heiratete, aber seine Frau und er bekamen keine Kinder. Seine Frau starb während des Zweiten Weltkriegs; sein damaliges Haus in Südfrankreich wurde von den alliierten Truppen verwüstet. Daraufhin zog er nach Paris, wo er 1955 an einer Lungenentzündung starb.

## Ehrungen
In Eindhoven wurde der Freddy van Riemsdijkweg nach ihm benannt. In Leiden fand 2010 eine Ausstellung über Freddy van Riemsdijk statt.